# Ragnhild Hveger
Ragnhild Hveger, född 10 december 1920 i Nyborg, död 1 december 2011, var en dansk simmare.
Hveger blev olympisk silvermedaljör på 400 meter frisim vid sommarspelen 1936 i Berlin.